# Isidore Annenski
 (août 2025).
Si vous disposez d'ouvrages ou d'articles de référence ou si vous connaissez des sites web de qualité traitant du thème abordé ici, merci de compléter l'article en donnant les références utiles à sa vérifiabilité et en les liant à la section « Notes et références ».
Isidore Markovitch Annenski (en russe : Исидор Маркович Анненский) (né le 28 février 1906 (13 mars dans le calendrier julien) à Olviopol,  dans l'Empire russe et mort le 2 mai 1977  à Moscou, en Union soviétique) est un cinéaste et metteur en scène soviétique.

## Biographie
Né dans une famille russophone juive d'Ukraine, il fait ses études à l'école dramatique du théâtre d'Odessa, puis il devient acteur et metteur en scène à Arkhangelsk, Rostov, Bakou et au théâtre de la Révolution de Moscou.
Il suit ensuite des cours au GITIS de Moscou, puis entre en 1934 à l'Institut supérieur cinématographique d'État, où il travaille avec Serge Eisenstein. Il sort ensuite pour son diplôme en 1938 son premier film, L'Ours adapté de la farce de Tchekhov, avec Olga Androvskaïa et Mikhaïl Jarov dans les rôles principaux. Ses films, surtout des adaptations littéraires de Tchekhov, mais aussi de Gorki ou d'Ostrovski, connaissent un grand succès à travers toute l'URSS, en particulier Une noce (1944) et Anna au cou (1954).
Son fils Alexandre est auteur de films documentaires et enseigne à la faculté, son petit-fils, Andreï Annenski, habite depuis 1995 en Allemagne et a étudié comme son grand-père dans le même institut cinématographique de Moscou.
Isidore Annenski est enterré au  cimetière Troïekourovskoïe.

## Filmographie
- 1938 : L'Ours, d'après la farce de Tchekhov
- 1939 : Le Rond-de-cuir (en), d'après le récit de Tchekhov
- 1940 : Le Cinquième Océan
- 1943 : L'Insaisissable Ian
- 1944 : La Noce, d'après Tchekhov
- 1954 : Anne au cou, d'après la nouvelle de Tchekhov
- 1955 : La Princesse Marie, d'après le personnage d'Un héros de notre temps de Mikhaïl Lermontov
- 1957 : Ekaterina Voronina
- 1958 : Le Marin avec la Comète
- 1960 : Une nuit blanche
- 1962 : La Téléphoniste
- 1962 : Histoire de Washington (télévision)
- 1963 : Le Premier trolleybus
- 1967 : Le Jour de la Sainte-Tatiana
- 1967 : Tous nos vœux de succès
- 1969 : Trois d'entre eux, d'après Maxime Gorki
- 1973 : Talents et admirateurs (ru) d'après la pièce d'Alexandre Ostrovski
- 1974 : Dispute à propos d'un homme
- 1976 : L'Écran du monde à Moscou